# Detchant
Detchant – przysiółek w Anglii, w hrabstwie Northumberland. W 1951 osada liczyła 79 mieszkańców.